# Happy Days (Band)
Happy Days ist ein 2-köpfiges Depressive-Black-Metal-Musikprojekt, das im Jahr 2007 in Sarasota, Florida von den beiden Musikern Scott „A. Morbid“ Andrade (Gesang, Keyboard, E-Gitarre, E-Bass) und Matt „Karmageddon“ Aldrich (Schlagzeug) gegründet wurde. Aldrich war zudem Schlagzeuger in der Depressive-Black-Metal-Band Wedard aus Memmingen.

## Geschichte
Gründer „A. Morbid“ hatte in seinem früheren Leben mit vielen Problem zu kämpfen, darunter Obdachlosigkeit und Einsamkeit. Außerdem hat er ein Nebenprojekt mit dem Namen Deep-Pression.
Im Jahr 2007 veröffentlichte Happy Days mit A World of Pain, Alone and Cold und Drown in Negativity drei Demos. „A. Morbid“ meinte, dass die Produktion auf Alone and Cold und A World of Pain hätte besser sein können.
2008 erschien mit Melancholic Memories das Debütalbum. Noch im selben Jahr veröffentlichte das Duo mit Defeated by Life den zweiten Longplayer. 2009 folgte mit Happiness Stops Here das dritte Album von Happy Days. 2010 erschien mit Cause of Death: Life das vierte Studioalbum. Es wurde über die beiden Labels Self Mutilation Services und Funeral Industries finanziert. Im Januar 2015 wurde Melancholic Memories neu aufgelegt.
Zudem zählen fünf Split-CDs mit Svard (unter The Bitter Taste of Life, 2008), mit Fornicatus, Black Hate und All the Cold (veröffentlicht als Children of Failure) (2009), The First Steps Towards Suicide (mit Eindig, 2010) und Psychonaut 4 und Dodsferd unter dem Titel The Great Depression I (2013), sowie The Great Depression II (mit der japanischen Band Kanashimi, 2014) zu ihrer Diskografie.
Das Projekt gilt als eine Ikone in der depressiven Black-Metal-Szene.

## Stil
Happy Days spielen eine sehr langsame Spielweise des Depressive Black Metal. Die Lieder, welche eine Spieldauer von 10 Minuten (oder länger) erreichen können, wirken aufgrund des langsamen und melancholischen Sound sehr schleppend. Auch ist in dem Sound Shoegazing zu hören. Die Texte handeln von Suizid, Depressionen und Vereinsamung. Der Sänger bezieht seine Inspiration aus seinem Leben. Er bezeichnet Happy Days als sein persönliches „Tagebuch“.

## Diskografie

### Demos
- 2007: A World of Pain
- 2007: Cold and Alone
- 2007: Drown in Negativity

### Alben
- 2008: Melancholic Memories (War Against Yourself, Midwinter Records; 2013 Wiederveröffentlichung über Self Mutilation Services)
- 2008: Defeated by Life (War Against Yourself, Self Mutilation Services)
- 2009: Happiness Stops Here (Self Mutilation Services)
- 2010: Cause of Death: Life (Self Mutilation Services, Funeral Industries)
- 2016: Save Yourself (Talheim Records)
- 2023: En enfer, j'ai régné (Talheim Records)

### Split-CDs
- 2008: The Bitter Taste of Life (mit Svard)
- 2009: Children of Failure (mit Black Hate, All the Cold und Fornicatus; Self Mutilation Services)
- 2010: The First Steps Towards Suicide (mit Eindig; Self Mutilation Services, Galgenstrang; limitiert auf 500 Kopien)
- 2013: The Great Depression I (mit Psychonaut 4 und Dodsverd; Funeral Industries)
- 2014: The Great Depression II (mit Kanashimi; Zero Dimensional Records)
- 2017: Reaching for Silence (mit Deadspace; Talheim Records)